# Боу Боу Ка Хтоу
«Боу Боу Ка Хтоу» (бірм. ဘော်ဘော်ကထှော်) — бірманська кінокомедія 2018 року режисера Ко Паука, у якій зіграли М'їнт М'ят, Хсу Ейнт Сан, Шве Тхамі, Моне, Джокер, Кхін Хлайн і Яза Не Він у головних ролях. Фільм був створений Lavender Production, прем'єра якого відбулася в кінотеатрах М'янми 13 липня 2018 року.

## Акторський склад
- М'їнт М'ят — Боу Боу Пі
- Джокер — Боу Боу Коу
- Кхін Хлайн — Боу Боу Ку
- Хсу Ейнт Сан — Мо Све
- Шве Тамі — Сон Вай
- Моне — Нвей Вар
- Яза Не Він